# Metacynortoides romanus
Metacynortoides romanus is een hooiwagen uit de familie Cosmetidae.